# Sarcophaga crinitula
Sarcophaga crinitula är en tvåvingeart som beskrevs av Quo 1952. Sarcophaga crinitula ingår i släktet Sarcophaga och familjen köttflugor. Inga underarter finns listade i Catalogue of Life.